# Carlos José Sierra
Carlos José Sierra López (Barranquilla ;25 de octubre de 1990) es un futbolista colombiano que juega de centrocampista en Club Llaneros de la Categoría Primera A

## Clubes
| Club                   | País      | Año         |
| ---------------------- | --------- | ----------- |
| CAI La Chorrera        | Panamá    | 2013 - 2015 |
| Tauro                  | Panamá    | 2015 - 2017 |
| ACD Lara               | Venezuela | 2017 - 2018 |
| Deportes Iquique       | Chile     | 2018        |
| América de Cali        | Colombia  | 2019 - 2022 |
| Junior de Barranquilla | Colombia  | 2022 - 2023 |
| Atlético Nacional      | Colombia  | 2023- 2024  |
| UCV FC                 | Venezuela | 2024        |
| Club Llaneros          | Colombia  | 2025-       |

## Estadísticas
| Club                       | Div.          | Temporada     | Liga  | Liga  | Copas | Copas | Internacional | Internacional | Total | Total | Media goleadora |
| Club                       | Div.          | Temporada     | Part. | Goles | Part. | Goles | Part.         | Goles         | Part. | Goles | Media goleadora |
| -------------------------- | ------------- | ------------- | ----- | ----- | ----- | ----- | ------------- | ------------- | ----- | ----- | --------------- |
| Independiente · Panamá     | 1.a           | 2013-14       | 36    | 5     | -     | -     | -             | -             | 36    | 5     | 0.14            |
| Independiente · Panamá     | 1.a           | 2014-15       | 34    | 7     | -     | -     | -             | -             | 34    | 7     | 0.21            |
| Independiente · Panamá     | Total club    | Total club    | 70    | 12    | 0     | 0     | 0             | 0             | 70    | 12    | 0.17            |
| Tauro · Panamá             | 1.a           | 2015-16       | 32    | 2     | -     | -     | -             | -             | 32    | 2     | 0.06            |
| Tauro · Panamá             | 1.a           | 2016-17       | 38    | 8     | -     | -     | -             | -             | 38    | 8     | 0.21            |
| Tauro · Panamá             | Total club    | Total club    | 70    | 10    | 0     | 0     | 0             | 0             | 70    | 10    | 0.14            |
| ACD Lara · Venezuela       | 1.a           | 2017          | 22    | 6     | 2     | 0     | -             | -             | 24    | 6     | 0.25            |
| ACD Lara · Venezuela       | 1.a           | 2018          | 16    | 2     | -     | -     | 6             | 3             | 22    | 5     | 0.23            |
| ACD Lara · Venezuela       | Total club    | Total club    | 38    | 8     | 2     | 0     | 6             | 3             | 47    | 11    | 0.23            |
| Deportes Iquique · Chile   | 1.a           | 2018          | 10    | 1     | -     | -     | -             | -             | 10    | 1     | 0.10            |
| Deportes Iquique · Chile   | Total club    | Total club    | 10    | 1     | 0     | 0     | 0             | 0             | 10    | 1     | 0.10            |
| América de Cali · Colombia | 1.a           | 2019          | 50    | 9     | 1     | 0     | -             | -             | 51    | 9     | 0.18            |
| América de Cali · Colombia | 1.a           | 2020          | 18    | 2     | 3     | 0     | 6             | 0             | 27    | 2     | 0.07            |
| América de Cali · Colombia | 1.a           | 2021          | 23    | 2     | 6     | 2     | -             | -             | 28    | 4     | 0.14            |
| América de Cali · Colombia | 1.a           | 2022          | 38    | 9     | 1     | 0     | 2             | 1             | 41    | 10    | 0.24            |
| América de Cali · Colombia | Total club    | Total club    | 129   | 22    | 11    | 2     | 8             | 1             | 148   | 25    | 0.17            |
| Deportes Tolima · Colombia | 1.a           | 2021          | 4     | 0     | -     | -     | 1             | 0             | 5     | 0     | 0               |
| Deportes Tolima · Colombia | Total club    | Total club    | 4     | 0     | 0     | 0     | 1             | 0             | 5     | 0     | 0               |
| Junior · Colombia          | 1.a           | 2023          | 18    | 1     | 1     | 0     | 1             | 0             | 20    | 1     | 0.05            |
| Junior · Colombia          | Total club    | Total club    | 18    | 1     | 1     | 0     | 1             | 0             | 20    | 1     | 0.05            |
| Atlético Nacional Colombia | 1.a           | 2024          | 7     | 1     | 0     | 0     | 1             | 0             | 8     | 1     | 0               |
| Atlético Nacional Colombia | Total club    | Total club    | 7     | 1     | 0     | 0     | 1             | 0             | 8     | 1     | 0               |
| Total carrera              | Total carrera | Total carrera | 346   | 55    | 14    | 2     | 17            | 4             | 373   | 61    | 0.16            |

## Palmarés

### Títulos nacionales
| Título                        | Club                   | País      | Año  |
| ----------------------------- | ---------------------- | --------- | ---- |
| Primera División de Panamá    | Tauro Fútbol Club      | Panamá    | 2017 |
| Primera División de Venezuela | ACD Lara               | Venezuela | 2017 |
| Torneo Clausura               | América de Cali        | Colombia  | 2019 |
| Categoría Primera A           | América de Cali        | Colombia  | 2020 |
| Torneo Apertura               | Deportes Tolima        | Colombia  | 2021 |
| Torneo Clausura               | Junior de Barranquilla | Colombia  | 2023 |